# 마르티 아티사리
마르티 오이바 칼레비 아티사리(핀란드어: Martti Oiva Kalevi Ahtisaari, 핀란드어 발음: [ˈmɑrtːi ˈʔoi̯ʋɑ ˈkɑleʋi ˈʔɑhtisɑːri] ( 듣기), 1937년 6월 23일 ~ 2023년 10월 16일)는 핀란드의 정치인이다. 제10대 핀란드의 대통령(1994~2000)을 지냈다.
외교관 출신으로 젊은 시절에는 개발도상국 원조에 관심을 보여 파키스탄 등지에서 체류한 적이 있다. 1973년~1977년에는 탄자니아 주재 대사를 지냈고, 대사 재직 중 나미비아의 독립 지도자들과 접촉하였다. 1977년부터는 유엔에서 일하면서 나미비아 문제 해결을 위한 활동을 하였다.
1994년 핀란드 최초의 직선제 대통령 선거에 사회민주당 소속으로 출마하여 당선되었다. 재임 후에도 외교 분야에서 업적을 남겨, 미국과 러시아 정상을 헬싱키에서 만나게 했고, 유고슬라비아의 코소보 문제 협상을 중재하였다. 또 핀란드의 유럽 연합(EU) 가입을 실현시켰다. 그러나 내치 면에서는 임기 초기에 중도당 소속의 에스코 아호 총리와 마찰을 일으켰다.
2000년 재선에 도전하지 않고, 임기 종료와 함께 대통령직에서 물러났다. 이후에도 인도네시아 아체 문제 해결을 위한 협상 중재, 팔레스타인 난민 문제 조사 등의 국제 분쟁 문제 해결 활동을 하였고, 2005년부터는 유엔의 코소보 특사로 활동하였다. 그는 코소보 독립을 지지하였으나, 이에 대한 국제사회의 찬반은 여전히 크게 엇갈리고 있다.
국제 분쟁 해결을 위한 그의 공로로 그는 여러 차례 노벨 평화상 후보로 거론된 바 있으며, 2008년 노벨 평화상 수상자로 결정되었다.

## 역대 선거 결과
| 선거명      | 직책명          | 대수 | 정당              | 1차 득표율 | 1차 득표수 | 2차 득표율 | 2차 득표수  | 결과 | 당락 |
| ----------- | --------------- | ---- | ----------------- | ---------- | ---------- | ---------- | ----------- | ---- | ---- |
| 1994년 선거 | 핀란드의 대통령 | 10대 | 핀란드 사회민주당 | 25.91%     | 828,038표  | 53.86%     | 1,723,485표 | 1위  |      |